# Nikolai Alexandrowitsch Kosyrew
Nikolai Alexandrowitsch Kosyrew (russisch Николай Александрович Козырев, engl. Transkription Nikolay Kozyrev;) (* 20. Augustjul. / 2. September 1908greg. in Sankt Petersburg; † 27. Februar 1983 in Leningrad) war ein sowjetischer Astronom.
Bis 1928 studierte er an der Staatsuniversität in Leningrad. Ab 1931 arbeitete er am südlich von Leningrad gelegenen Pulkowo-Observatorium. Während der stalinistischen Säuberungen wurde er 1936 verhaftet und wegen konterrevolutionärer Aktivitäten zu 10 Jahren Haft verurteilt. 1941 verurteilte man ihn wegen angeblicher feindlicher Propaganda zu einer weiteren 10-jährigen Haftstrafe. Während seiner Inhaftierung war er in ingenieurähnlichen Berufen tätig. Durch Lobbyarbeit seiner Kollegen wurde er im 1946 vorzeitig aus der Gulag-Haft entlassen.
Den wichtigsten Schwerpunkt seiner Forschung bildete der Erdmond, auf dem sich Kosyrew auf mögliche Anzeichen vulkanischer Aktivität konzentrierte (Lunar Transient Phenomena). In den Jahren um 1955 untersuchte er als Erster die Lumineszenz der Mondoberfläche (Methode der Restintensität und bei Mondfinsternissen) und konnte beim Mondkrater Aristarch die außergewöhnliche Helligkeit durch die Wirkung solarer Korpuskularstrahlung erklären.
Nach Hinweisen von D. Alter (1956) beobachtete er u. a. auch regelmäßig den Mondkrater Alphonsus mittels spezieller Spektrogramme. Im November 1958 entdeckte er auf dem Kraterboden dieses zentral gelegenen Ringgebirges und beim Zentralberg vulkanische Leuchterscheinungen.
Dies war eine wissenschaftliche Sensation und gab der Hypothese, wonach viele Mondkrater durch Vulkanismus entstanden sein könnten, neuen Auftrieb. Spätere Untersuchungen zeigten aber, dass die häufigste Ursache Meteoriteneinschläge seit dem Großen Bombardement vor 4 Mrd. Jahren sind.
Nikolai Kosyrew zu Ehren hat die Internationale Astronomische Union (IAU) 1997 den südsüdöstlich des Kraters Carver gelegenen Mondkrater Carver K in Kozyrev umbenannt. Auch der Asteroid (2536) Kozyrev wurde nach ihm benannt.

## Kosyrew-Spiegel

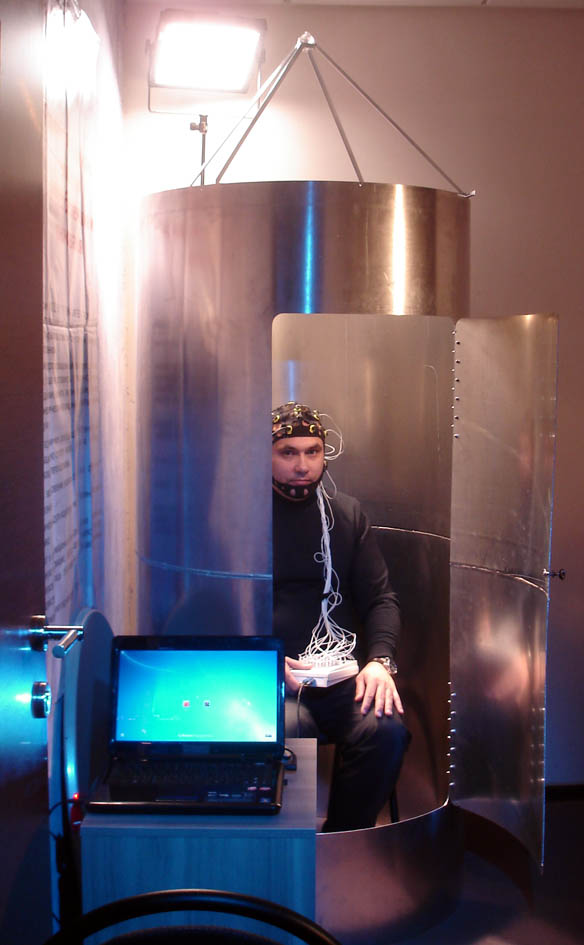
Kosyrew-Spiegel in einem Experiment

Eine von Esoterik-Anhängern verwendete Vorrichtung (eine einfache Aluminiumröhre) namens „Kosyrew-Spiegel“ (auch in der englischen Schreibweise Kozyrev-Spiegel geläufig) wird mit Kosyrew in Verbindung gebracht. Der Kosyrew-Spiegel soll hierbei Tore zu Raum und Zeit öffnen können, Telepathie ermöglichen oder Kontakt zu Außerirdischen realisieren. Kosyrew selbst hatte den Spiegel weder erfunden, noch in irgendeiner Form beschrieben.